# 2037 Tripaxeptalis
Tripaxeptalis (asteróide 2037) é um asteróide da cintura principal, a 1,9962293 UA. Possui uma excentricidade de 0,1324399 e um período orbital de 1 274,83 dias (3,49 anos).
Tripaxeptalis tem uma velocidade orbital média de 19,63529034 km/s e uma inclinação de 4,25854º.
Esse asteróide foi descoberto em 25 de Outubro de 1973 por Paul Wild.